# 북포로
북포로 (Bukpo-ro)는 충청남도 부여군 부여읍 대향로로터리에서 충청남도 부여군 부여읍 신정교차로 를 잇는 도로이다.

## 주요 경유지
충청남도
- 부여군 (부여읍)

## 노선
전 구간 지방도 제651호선에 속하므로 이 노선에 대한 별도 표기는 생략한다.
| 이름         | 접속 노선                         | 소재지 | 소재지 | 비고 |
| ------------ | --------------------------------- | ------ | ------ | ---- |
| 대향로로터리 | 국도 제40호선 (백제문화로) 성왕로 | 부여군 | 부여읍 |      |
| 정동2 교차로 | 지방도 제625호선 (백제문로)       | 부여군 | 부여읍 |      |
| 정동교       |                                   | 부여군 | 부여읍 |      |
| 독정교       |                                   | 부여군 | 부여읍 |      |
| 신정 교차로  | 국도 제40호선 (백제문화로)        | 부여군 | 부여읍 |      |

## 주요 건물및 시설
- 사비119안전센터 (북포로 29/쌍북리 184-11)
- 금강문화관 (북포로 451/정동리 168-1)
- 한국수자원공사 금강보관리단 (북포로 451/정동리 168-1)